# Schwäbisch Gmünd
Schwäbisch Gmünd, do roku 1934 pouze Gmünd, je velké okresní město v německé spolkové zemi Bádensko-Württembersko. Je druhým největším městem zemského okresu Ostalb ve vládním obvodu Stuttgart. Město leží na východě historického Württemberska v pohoří Švábská Alba a na řece Rems, přibližně 50 kilometrů východně od Stuttgartu, správního centra vládního obvodu a největší metropole Bádenska-Württemberska. Od roku 1973 je město administrativním sídlem Regionu východního Württemberska. Trvale zde žije přibližně 63 tisíc obyvatel.

## Historie

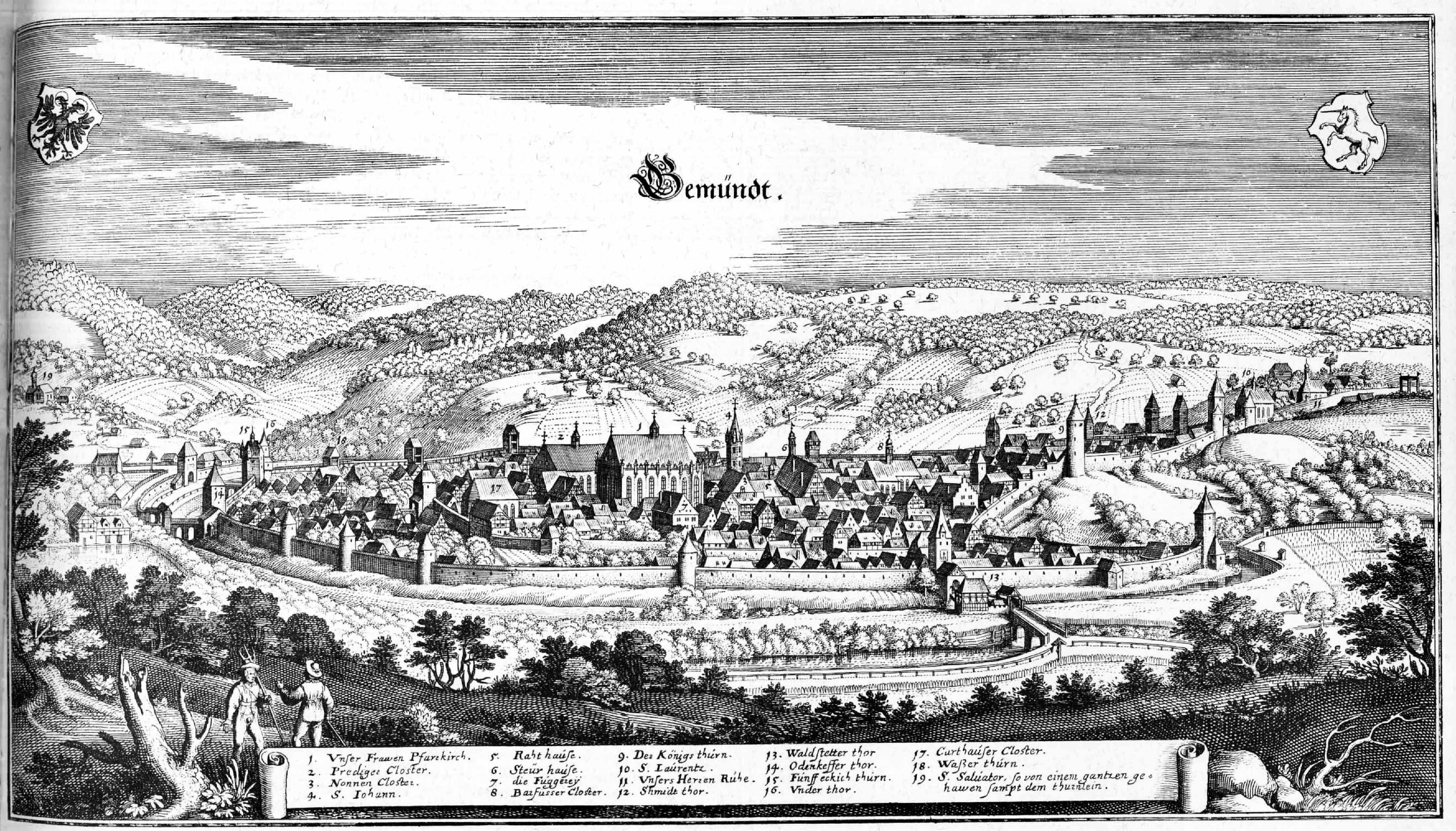
Schwäbisch Gmünd v 17. století

Od roku 85 našeho letopočtu tvořila řeka Neckar a pohoří Odenwald severní hranici Římského impéria. Oblast dnešního města byla osídlena ve 2. století Římany, kteří zde vybudovali vojenský tábor typu castrum, součást římské opevněné linie Limes Germanicus. Tábor se rozrostl v civilní osadu, jejíž součástí byl kastel Schirenhof. Od roku 223 byla osada napadána germánským kmenem Alamanů, kteří sídlo obsadili poté, co byli Římané vytlačeni za řeku Dunaj.
V 9. století byl název Gumundias zmíněn jako sídlo mnichů, které nechal postavit opat Fulrad ze Saint-Denis, ve falešné listině sepsané ve jménu franského krále Karla Velikého. Archeologické nálezy však nevypovídají o existenci sídla mnichů ve městě, proto není zcela jasné, zda byl v dokumentu zmíněn Gmünd nebo jiné město.
Ve 12. a 13. století byl Gmünd pod správou římskoněmeckého šlechtického rodu Štaufů. První písemná zmínka o městě pochází z roku 1162, kdy bylo zmíněno jako nejstarší město Štaufů (älteste Stauferstadt). První písemná zmínka pochází z dokumentu, jenž byl vydán v klášteře Lorch, který byl pod nadvládou císaře Fridricha I. Barbarossy z rodu Hohenštaufů. V tomto dokumentu bylo město připomínáno jako burgum Gemunde a zdejší obyvatelé jako cives (civilní obyvatelé). Označení burgum odkazuje na opevněné sídlo s hradem. V roce 1188 tak byl Gmünd opevněným městem s hradbami a věžemi, které nebyly v dokumentu z roku 1162 zmiňovány. Gmünd byl zařazen v roce 1241 na desátém místě v říšském daňovém seznamu, na němž se nacházelo 92 měst a sídel. Podle tohoto dokumentu odvádělo město 152 marek. V období, kdy městu vládli Štaufové, získal Gmünd status svobodného říšského města a jeho vládcem byl přímo panovník Svaté říše římské, jemuž byl Gmünd bezprostředně podřízen. To umožnilo městu získat další území okolních vesnic.
V roce 1400 vzniklo psané dílo Gmünder Kaiserchronik zabývající se historií města od dob Karla Velikého. V letech 1549 a 1550 sepsal purkmistr Paul Goldstainer kroniku města. Na přelomu 18. a 19. století sepsal rozsáhlou městskou kroniku o 18 svazcích také kronikář Dominikus Debler.
Roku 1803 se svobodné říšské město Gmünd stalo součástí Württemberska a bylo sídelním městem správní jednotky Oberamt Gmünd, která se v roce 1938 změnila v zemský okres Schwäbisch Gmünd.
S příchodem nacismu byl v roce 1933 zřízen v klášteře Gotteszell první koncentrační tábor pro ženy ve Württembersku, kde bylo drženo přibližně 50 žen. Ty byly později deportovány do jiných táborů. V roce 1936, dva roky před Křišťálovou nocí, byla jednotkami SA zničena zdejší synagoga židovské komunity. V průběhu druhé světové války nebylo město téměř vůbec poničeno a 20. dubna 1945 bylo obsazeno americkými vojáky.
V roce 1905 překročil počet obyvatel poprvé hranici 20 tisíc. Roku 1935 získal Schwäbisch Gmünd status městského okresu, zároveň však zůstal sídlem správní jednotky Oberamt Gmünd a později byl také sídlem zemského okresu Schwäbisch Gmünd. V roce 1973 ztratilo město status okresního města, bylo začleněno do nově vzniklého zemského okresu Ostalb a stalo se hospodářským a administrativním centrem Regionu východního Württemberska.

## Partnerská města
- Barnsley, Spojené království, od roku 1971
- Antibes, Francie, od roku 1976
- Bethlehem, Pensylvánie, Spojené státy americké, od roku 1991
- Székesfehérvár, Maďarsko, od roku 1991
- Faenza, Itálie, od roku 2001

## Galerie

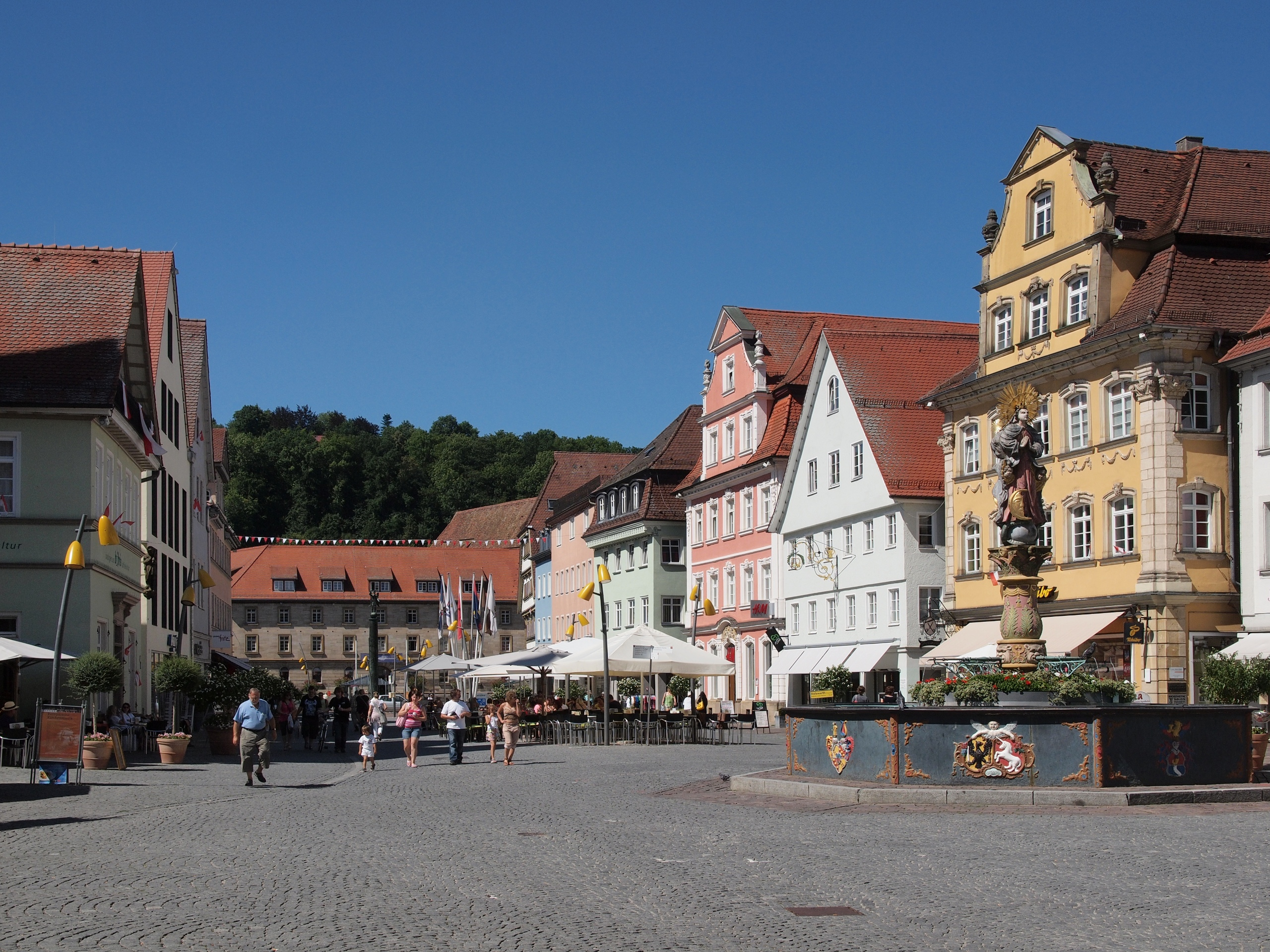
Dolní náměstí
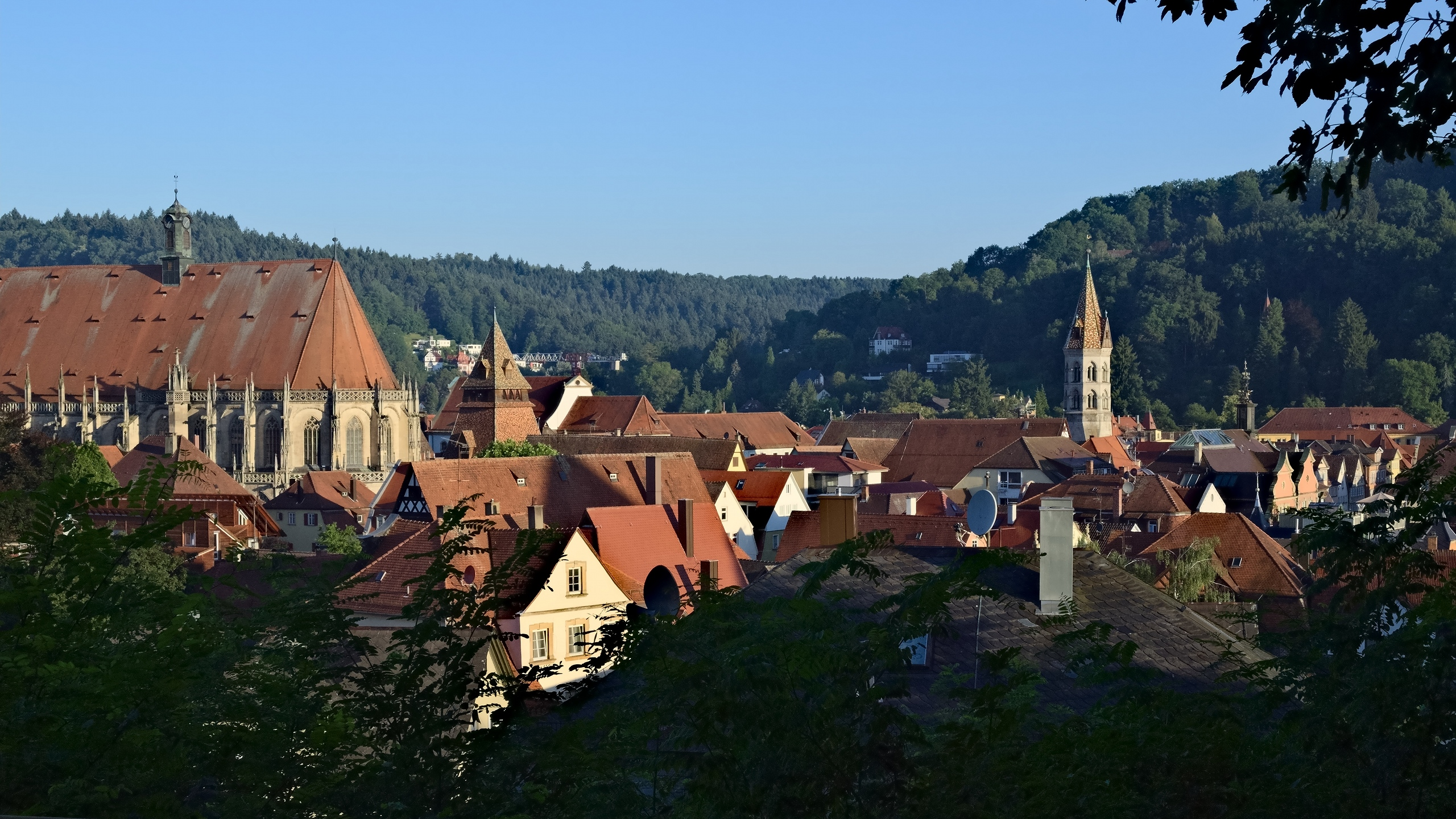
Historické centrum města
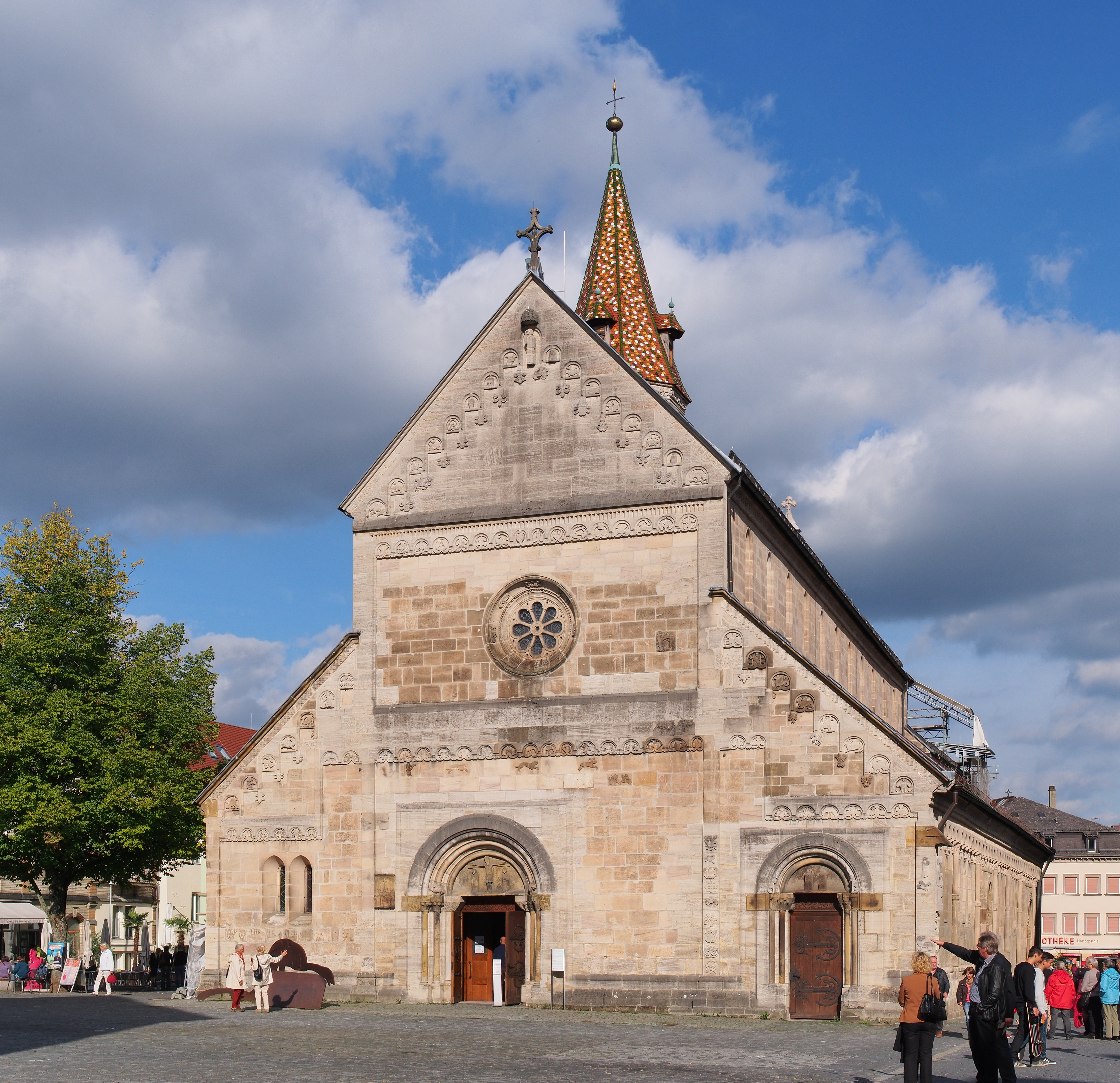
Pozdně románský kostel svatého Jana
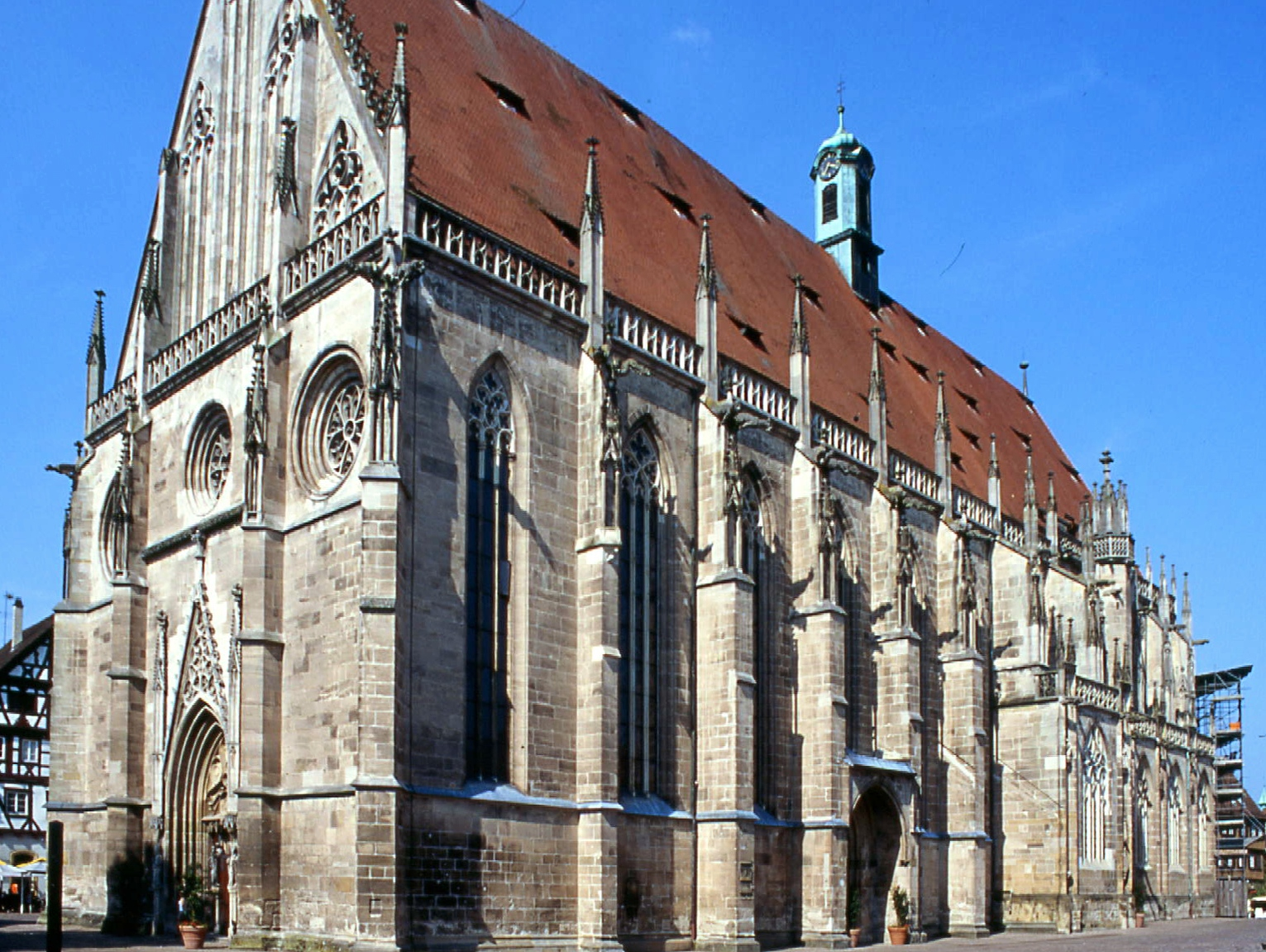
Katedrála svatého Kříže
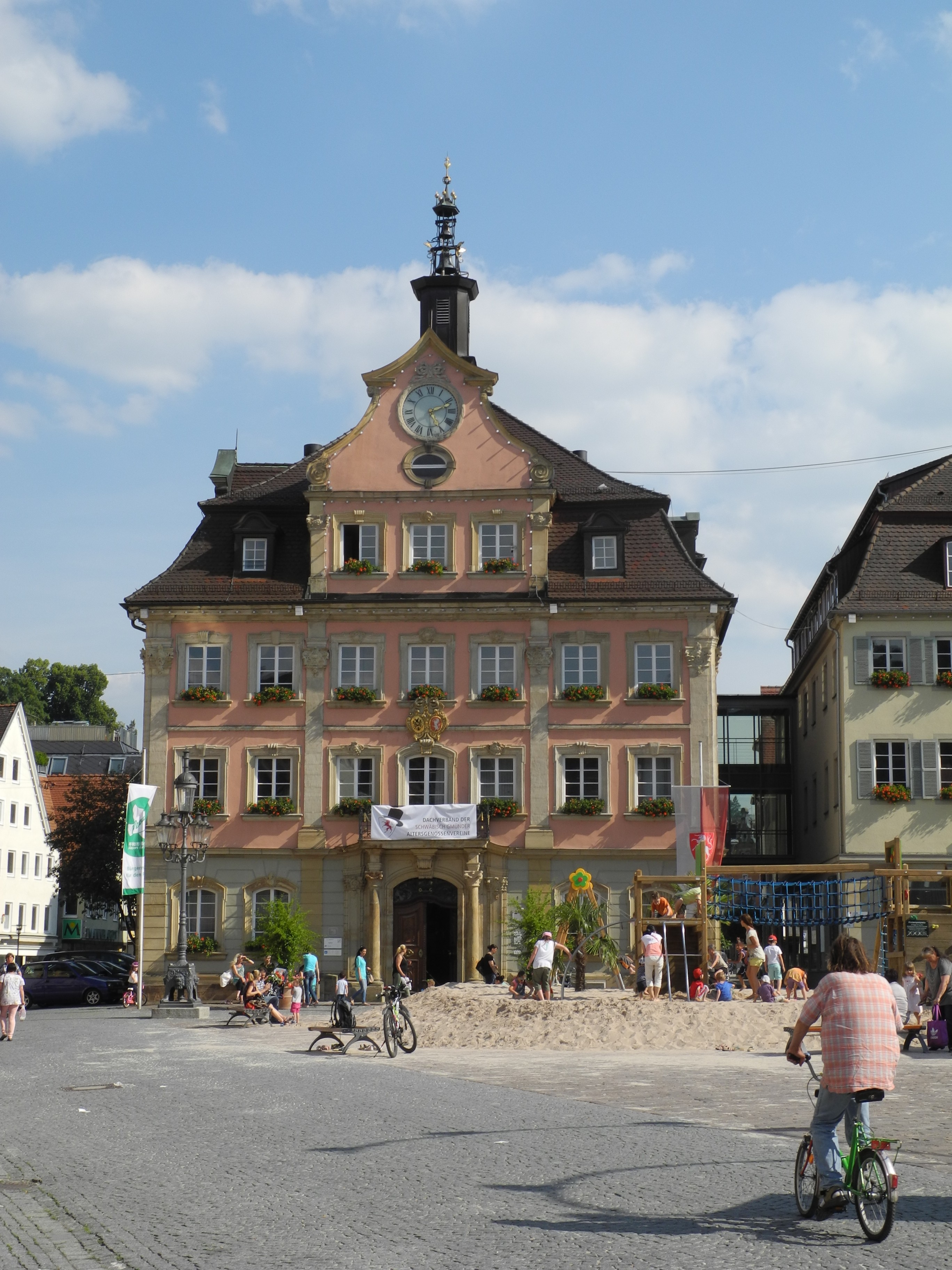
Radnice